# Station Tennoji
 Station Tennōji  (天王寺駅, Tennōji-eki) is een spoorwegstation dat uitgebaat wordt door de West Japan Railway Company (JR West). Het is tevens een metrostation voor de Metro van Osaka. Het station bevindt zich in de wijk Tennōji-ku in de Japanse stad Osaka.

## Lijnen
- JR Station Tennōji
  - Osaka-ringlijn
  - Hanwa-lijn
  - Yamatoji-lijn
- Metro van Osaka: Station Tennoji
  - Midosuji-lijn (M23)
  - Tanimachi-lijn (T27)

## Perrons

### JR Station Tennōji
- Hanwa-lijn - 5 zakspoorperrons en 5 sporen
- Osaka-ringlijn - 2 eilandperrons en 3 sporen
- Kansai-lijn - 2 eilandperrons en 4 sporen

| 1      | Hanwa sneltrein naar Wakayama |
| 1      | Hanwa-lijn (Rapid Service) naar Otori, Hineno en Wakayama                                                                                     |
| 1      | Kansai-kuko-lijn (Kansai Airport Rapid Service) naar luchthaven Kansai                                                                        |
| 2      | Hanwa sneltrein (Rapid Service) naar Otori, Hineno en Wakayama                                                                                |
| 2      | Kansai-kuko-lijn (Kansai Airport Rapid Service) naar luchthaven Kansai                                                                        |
| 3, 4   | Hanwa sneltreinen (Rapid Service, Regional Rapid Service) naar Otori, Hineno, Wakayama, Gobo en Kii-Tanabe                                    |
| 3, 4   | Kansai-kuko-lijn (Kansai Airport Rapid Service) naar luchthaven Kansai                                                                        |
| 5, 6   | Aankomstperrons |
| 7, 8   | Hanwa-lijn (stoptreinen) naar Otori, Hineno en Wakayama                                                                                       |
| 9      | Aankomstperron |
| 11, 12 | Osaka-ringlijn naar Tsuruhashi, Kyobashi en Osaka                                                                                             |
| 13     | Aankomstplatform |
| 14     | Osaka-ringlijn naar Shin-Imamiya, Bentenchō, Nishikujō, Universal Studios Japan en Osaka                                                      |
| 15     | Yamatoji-lijn naar Oji, Nara en Kamo |
| 16     | Yamatoji-lijn naar Oji, Nara en Kamo |
| 16     | Kansai Airport Rapid Service en Kishuji Rapid Service naar Kansai Airport en Wakayama                                                         |
| 16     | Kansai Airport exprestrein "Haruka" naar Kansai Airport                                                                                       |
| 16     | Kinokuni-lijn exprestrein (Kuroshio, Super Kuroshio, Ocean Arrow) naar Shirahama en Shingu                                                    |
| 16     | Rapid Service van Shin-Osaka naar de Kinokuni-lijn in de richting van Gobo en Kii-Tanabe                                                      |
| 17     | Yamatoji-lijn naar JR Namba |
| 17     | Treinen van de Yamatoji-lijn via de Osaka-ringlijn naar Shin-Imamiya, Bentenchō, Nishikujō, Universal Studios Japan en Osaka                  |
| 18     | Yamatoji-lijn naar JR Namba |
| 18     | Treinen van de Yamatoji-lijn via de Osaka-ringlijn naar Shin-Imamiya, Bentenchō, Nishikujō, Universal Studios Japan en Osaka                  |
| 18     | Treinen van de Hanwa-lijn via de Osaka-ringlijn naar JR Namba, Shin-Imamiya, Bentenchō, Nishikujō, Universal Studios Japan, Osaka en Kyōbashi |
| 18     | Exprestreinen en B Rapid Service naar Shin-Osaka en Kyoto                                                                                     |

### Metro van Osaka: Station Tennōji
Midosuji-lijn
- 3 sporen

1. naar Abiko en Nakamozu (inclusief treinen met als eindstation Tennoji)
2. Vertrekpunt naar Namba, Umeda, Nakatsu en Shin-Osaka
3. Vertrekpunt naar Nakamozu, Shinkanaoka en Abiko en naar Namba, Umeda, Shin-Osaka en Senri-Chūō

Tanimachi-lijn
- 2 sporen

1. naar Yaominami
2. naar Higashi-Umeda, Miyakojima en Dainichi

## Rondom het station
Tennoji is een belangrijk spoorwegknooppunt. Dit is ook te merken aan de stationsomgeving.
- Het park van Tennōji en de dierentuin van Tennōji
- Station PLAZA Tennōji
- MiO (Winkelcentrum)
- Kintetsu Warenhuis
- Hoop (Warenhuis)
- Tennōji Miyako Hotel

## Aangrenzende stations
West Japan Railway Company (JR West)
| Hanwa-lijn (stoptrein)                                             | Tennōji                       | Bishoen  |              |
| Hanwa exprestrein naar Tennōji                                     | Izumi-Fuchu                   | Tennōji  |              |
| Hanwa exprestrein naar Wakayama                                    | Tennōji                       | Otori    |              |
| Hanwa-lijn (Kansai Airport Rapid Service)                          | Shin-Imamiya (Osaka-ringlijn) | Tennōji  | Sakaishi     |
| Hanwa-lijn (Kishuji Rapid Service, Rapid Service, B Rapid Service) | Shin-Imamiya (Osaka-ringlijn) | Tennōji  | Sakaishi     |
| Hanwa-lijn (Regional Rapid Service)                                | Tennōji                       | Sakaishi |              |
| Osaka-ringlijn                                                     | Shin-Imamiya                  | Tennōji  | Teradacho    |
| Yamatoji-lijn (stoptrein)                                          | Tobu-Shijo-mae                | Tennōji  | Shin-Imamiya |
| Yamatoji exprestrein                                               | Oji                           | Tennōji  | Shin-Imamiya |
| Yamatoji Rapid Service, Regional Rapid Service                     | Kyuhoji                       | Tennōji  | Shin-Imamiya |

Metro van Osaka
| Midosuji-lijn  | Dobutsuen-mae (M22)            | Tennōji (M23) | Showacho (M24) |
| Tanimachi-lijn | Shitennoji-mae Yuhigaoka (T26) | Tennōji (T27) | Abeno (T28)    |